# 파주소방서
파주소방서(坡州消防署, Paju Fire Station)는 경기도 파주시를 관할하는 경기도 북부소방재난본부 산하의 소방서이다.
소방서장은 소방정으로 보한다.

## 조직
| - 소방행정과 - 소방행정팀 - 회계장비팀 | - 재난예방과 - 예방대책팀 - 생활안전팀 - 민원팀 | - 재난대응과 - 대응전략팀 - 구조구급팀 | - 소방안전특별점검단 - 화재안전조사팀 - 소방사법팀 | - 현장지휘단 - 지휘조사1,2,3팀 - 안전지원1,2,3팀 |

## 관할센터 및 관할구역
파주소방서는 9개의 119안전센터와 1개의 구조대, 1개의 구급대를 산하에 두고 있다.
| 명칭                 | 주소                 | 관할구역                                       | 지역대                            |
| -------------------- | -------------------- | ---------------------------------------------- | --------------------------------- |
| 통일119안전센터      | 파주읍 통일로 1564   | 파주읍, 문산읍, 군내면, 진동면, 진서면, 장단면 |                                   |
| 금촌119안전센터      | 가나무로 136         | 금촌1·2·3동                                    |                                   |
| 법원119안전센터      | 법원읍 화합로 141    | 법원읍                                         |                                   |
| 광탄119안전센터      | 광탄면 혜음로 1040   | 광탄면, 조리읍                                 | 조리119지역대(폐쇄)               |
| 탄현119안전센터      | 탄현면 필승로 458    | 탄현면                                         |                                   |
| 월롱119안전센터      | 월롱면 엘씨디로 310  | 월롱면                                         |                                   |
| 교하119안전센터      | 청석로 301           | 교하동                                         | 교하119지역대(폐쇄)               |
| 적성119안전센터      | 적성면 감악산로 1220 | 적성면, 파평면                                 | 파평119지역대 동부119지역대(폐쇄) |
| 운정119안전센터      | 와석순환로 90        | 운정1·2·3동                                    |                                   |
| 파주소방서 119구조대 | 파주읍 통일로 1564   | 경기도 파주시 일원                             |                                   |
| 파주소방서 119구급대 | 파주읍 통일로 1564   | 경기도 파주시 일원                             |                                   |

## 같이 보기
- 대한민국 소방청
- 대한민국의 소방
- 소방관 계급